# Ото II (Салм)
Вижте пояснителната страница за други личности с името Ото II.
Ото II фон Салм (наричан и Ото II фон Рейнек и Ото III фон Бентхайм) (на немски: Otto II von Salm; Otto II von Rheineck; Oto III von Bentheim; * ок. 1115; † 1149) е граф на Бентхайм и господар на замък Рейнек при Бад Брайзиг в Рейнланд-Пфалц.

## Биография
Той е син на Ото I фон Салм († 1150), пфалцграф при Рейн, граф на Бентхайм и Рейнек, и съпругата му Гертруда фон Нортхайм († 1154), (вдовица на пфалцграф Зигфрид I фон Ваймар-Орламюнде, † 1113), дъщеря наследничка на маркграф Хайнрих Дебели от Фризия и Нортхайм и на Гертруда от Брауншвайг, и сестра на Рихенза, съпруга на император Лотар III. Внук е на немския геген-крал Херман фон Салм-Люксембургски. Сестра му София (1120 – 1176) е омъжена за Дитрих VI от Холандия († 1157). Полубрат е на Зигфрид II (1107 – 1124) и Вилхелм фон Ваймар-Орламюнде (1112 – 1140).
Ото II се жени за дъщеря на маркграф Албрехт Мечката.
Ото II започва борба за Пфалц против Херман фон Щалек († 1156), попада през 1148 г. в неговите ръце и през 1149 г. е удушен в замък Шьонбург при Обервезел.
Наследен е от Ото I, син на сестра му София и Дитрих VI от Холандия.